# NGC 3123
NGC 3123 je jedan do danas nepotvrđen objekt u zviježđu Sekstantu.  Sva promatranja poslije nisu na tom položaju uočila nikoji objekt.

## Vanjske poveznice
- SEDS: NGC 3123
- SIMBAD
- NASA/IPAC